# Alyssum scutigerum
Alyssum scutigerum är en korsblommig växtart som beskrevs av Michel Charles Durieu de Maisonneuve. Alyssum scutigerum ingår i släktet stenörter, och familjen korsblommiga växter. Inga underarter finns listade i Catalogue of Life.